# Liste der Biografien/Ui
Liste der Biografien |
Portal Biografien |
Personensuche
# |
A |
B |
C |
D |
E |
F |
G |
H |
I |
J |
K |
L |
M |
N |
O |
P |
Q |
R |
S |
T |
U |
V |
W |
X |
Y |
Z |
?
 
Ua |
Ub |
Uc |
Ud |
Ue |
Uf |
Ug |
Uh |
Ui |
Uj |
Uk |
Ul |
Um |
Un |
Uo |
Up |
Uq |
Ur |
Us |
Ut |
Uu |
Uv |
Uw |
Ux |
Uy |
Uz
Die Liste der Biografien führt alle Personen auf, die in der deutschsprachigen Wikipedia einen Artikel haben. Dieses ist eine Teilliste mit 55 Einträgen von Personen, deren Namen mit den Buchstaben „Ui“ beginnt.

## Ui
- Ui, Hakuju (1882–1963), japanischer Kenner der indischen Philosophie
- Ui, Michio (* 1933), japanischer Biochemiker
- Ui, Yōichi (* 1972), japanischer Motorradrennfahrer

### Uia
- Uiagalelei, D. J. (* 2001), US-amerikanischer American-Football-Spieler

### Uib
- Uibe, Robert (* 1851), deutscher Orgelbauer in der Niederlausitz
- Uibel, Detlef (* 1959), deutscher Radrennfahrer und Trainer
- Uibel, Eduard (1846–1925), deutscher Politiker (Nationalliberale Partei, Deutsche Volkspartei)
- Uibel, Langston (* 1998), deutscher Theater- und Filmschauspieler
- Uibel, Ulrich (1954–2020), deutscher Politiker (SPD) und Oberbürgermeister
- Uibel-Sonntag, Birgit (1961–2010), deutsche Hürdenläuferin
- Uiberacker, Ernst Josef (1885–1958), österreichischer Jagdschriftsteller, Jäger, Berufssoldat sowie Schauspieler und Zeichner
- Uiberall, Bernd (1943–2003), deutscher Künstler
- Uiberreither, Sigfried (1908–1984), österreichischer Jurist und Politiker (NSDAP), MdRSigfried Uiberreither (1908–1984)

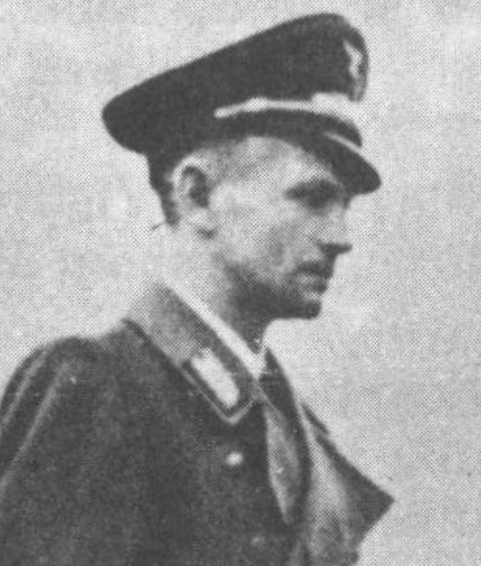
Sigfried Uiberreither (1908–1984)

- Uiblein, Franz (* 1959), österreichischer Meeresbiologe und Ichthyologe
- Uiblein, Paul (1926–2003), österreichischer Historiker
- Uibo, Andres (* 1956), estnischer Komponist, Organist und Hochschullehrer
- Uibo, Enn (1912–1965), estnischer Lyriker
- Uibo, Maicel (* 1992), estnischer Leichtathlet
- Uibo, Udo (* 1956), estnischer Literaturkritiker, Übersetzer und Sprachwissenschaftler
- Uibopuu, Henn-Jüri (1929–2012), estnisch-österreichischer Rechtswissenschaftler
- Uibopuu, Valev (1913–1997), estnischer Journalist, Gelehrter und Schriftsteller
- Uiboupin, Tõnis (* 1988), estnischer Biathlet

### Uic
- Uicab, María, Maya-Priesterin von Tulum
- Uichaques, Yamila (* 1990), argentinische Handballspielerin
- Uicheon (1055–1101), buddhistischer Mönch während der Goryeo-Dynastie

### Uif
- Uifăleanu, Alexa (1947–2013), rumänischer Fußballspieler und -trainer

### Uih
- Uihlein, Alfred (1852–1935), Mitbesitzer und Vorstand der Joseph Schlitz Brewing Company
- Uihlein, August (1842–1911), deutsch-US-amerikanischer Unternehmer
- Uihlein, Edward (1845–1921), Mitbesitzer und Vorstand der Joseph Schlitz Brewing Company
- Uihlein, Henry (1844–1922), Mitbesitzer und Vorstand der Joseph Schlitz Brewing Company
- Uihlein, Kurt (1919–2013), deutscher Unternehmer und Mäzen, Honorarkonsul, Templer und Freimaurer, Gründer und Präsident der Deutsch-Jordanischen Gesellschaft
- Uihlein, Richard (* 1945), US-amerikanischer Unternehmer und Philanthrop

### Uij
- Uijen, Elise (* 2003), niederländische Radrennfahrerin
- Uijlenbroek, Pieter Johannes (1797–1844), niederländischer Astronom, Physiker und Mathematiker
- Uijong (1127–1173), 18. König des Goryeo-Reiches und der Goryeo-Dynastie
- Uijtdebroeks, Cian (* 2003), belgischer RadrennfahrerCian Uijtdebroeks (* 2003)

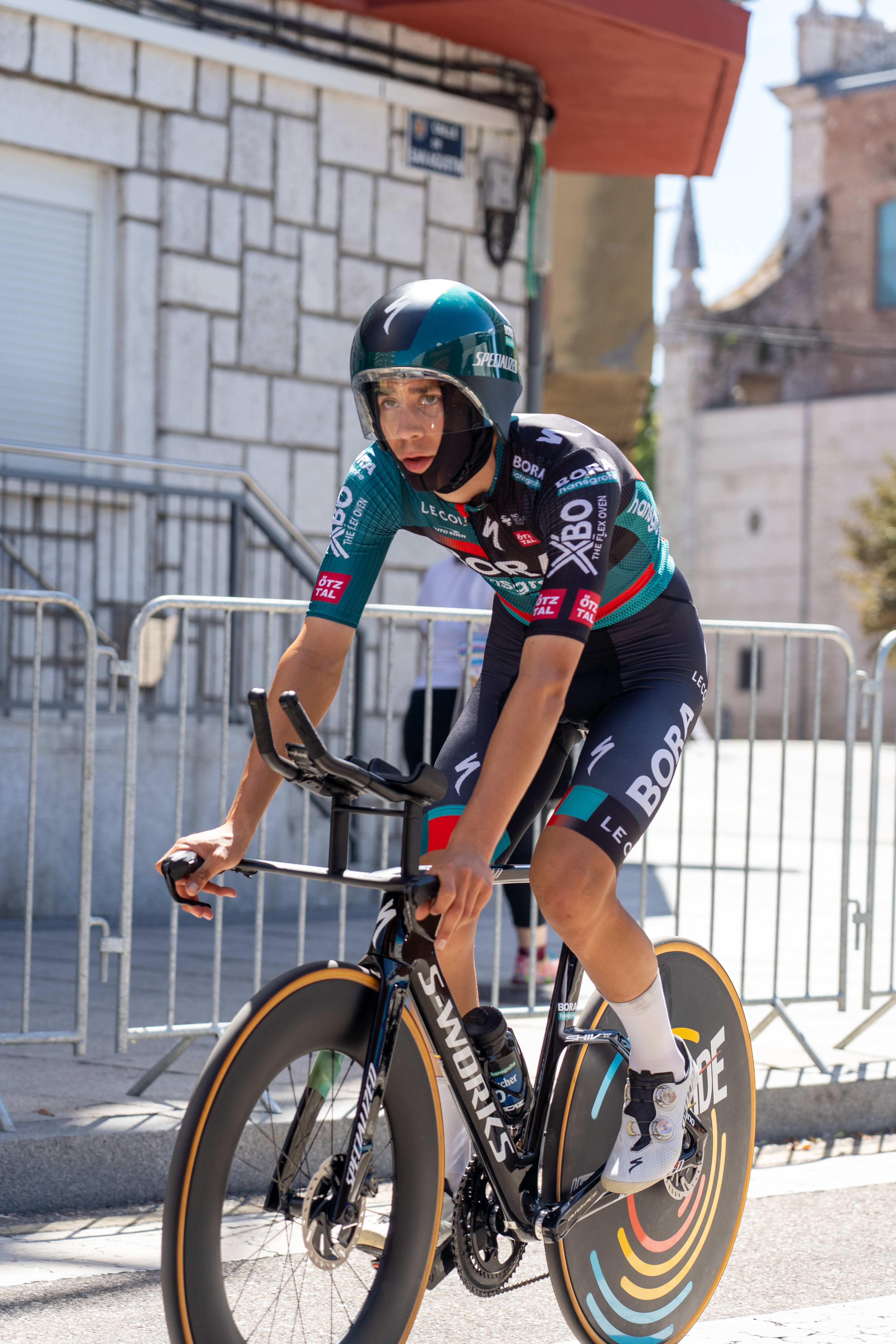
Cian Uijtdebroeks (* 2003)

### Uil
- Uildriks, Frederike van (1854–1919), niederländische Lehrerin, Schriftstellerin, Feministin und Naturforscherin
- Uilenberg, Jaap (* 1950), niederländischer Fußballschiedsrichter
- Uilenhoed, Carola (* 1984), niederländische Judoka
- Uilleam, 2. Earl of Ross, schottischer Adliger
- Uilleam, 3. Earl of Ross († 1323), schottischer Adeliger
- Uilleam, 5. Earl of Mar, schottischer Adeliger
- Uilleam, 5. Earl of Ross († 1372), schottischer Adliger

### Uim
- Uimonen, Yrjö (1932–1997), finnischer Eisschnellläufer

### Uit
- Uitdehaag, Antoine (* 1951), niederländischer Theaterregisseur und Theaterintendant
- Uiterloo, Rafael (* 1990), niederländischer Fußballspieler
- Uitermark, Judith (* 1971), niederländische Richterin und Politikerin des Nieuw Sociaal Contract (NSC)
- Uitert, Job van (* 1998), niederländischer Rennfahrer
- Uitsatikitseq, Laura Táunâjik (* 1979), grönländische Politikerin (Siumut) und Lehrerin
- Uittenbogaard, Dirk (* 1990), niederländischer Ruderer
- Uittenbosch, Anneke (1930–2023), niederländische Cembalistin
- Uitti, Frances-Marie (* 1946), US-amerikanische Cellistin und Komponistin
- Uitti, Karl David (1933–2003), US-amerikanischer Romanist und Mediävist
- Uitz, Béla (1887–1972), ungarischer Maler
- Uitz, Erika (1931–2009), deutsche Historikerin